# فلورنت ایبنگ
فلورنت ایبنگ (انگلیسی: Florent Ibengé؛ زادهٔ ۴ دسامبر ۱۹۶۱) بازیکن فوتبال اهل جمهوری دموکراتیک کنگو است.
وی در مسابقات کشوری و بین‌المللی در مجموع برندهٔ ۱ مدال برنز شده‌است.